# Franciszek Grobelny
Franciszek Grobelny (ur. 1878 w Świerczu k/Olesna, zm. 1956) – polski działacz narodowy, uczestnik akcji plebiscytowej i powstań śląskich.

## Życiorys
Pochodził z rodziny chłopskiej, z zawodu murarz. Korespondent i kolporter polskich gazet na Śląsku. Uczestnik I wojny światowej. W czasie powstania oleskiego pomocnik Walentego Sojki – dowódcy powstania. Uczestnik akcji koło Łowoszowa, w ramach 2 kompanii oleskiej. Po upadku powstania oleskiego oleska POW uległa dekonspiracji i nie wzięła udziału w walkach I i II powstania śląskiego. 
Po porażce powstania oleskiego przebywał w Polsce. Członek Polskiej Organizacji Wojskowej Górnego Śląska oraz komendant oleskiej POW. W marcu 1920 r. już jako komendant rozpoczął odbudowę POW Górnego Ślaska na ziemi oleskiej. W III powstaniu śląskim początkowo kurier, następnie uczestnik akcji niedaleko Łowoszowa.